# Bistum Bandung

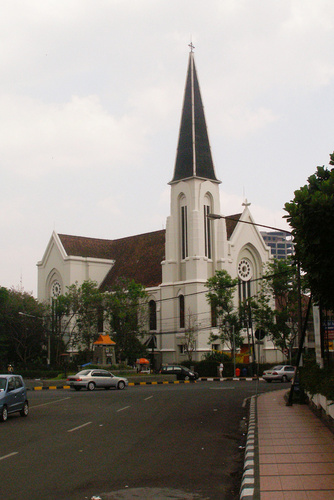
Katedral Santo Petrus

Das Bistum Bandung (lateinisch Dioecesis Bandungensis, indonesisch Keuskupan Bandung) ist eine in Indonesien gelegene römisch-katholische Diözese mit Sitz in Bandung.

## Geschichte
Papst Pius XI. gründete am 20. April 1932 mit dem Breve Romanorum Pontificum die Apostolische Präfektur Bandung aus Gebietsabtretungen des Apostolischen Vikariates Batavia.
Am 16. Oktober 1941 wurde es zum Apostolischen Vikariat erhoben. Am 3. Januar 1961 wurde es zum Bistum erhoben.
1955 wurde die Universitas Katólika Parahyangan in Bandung auf Java vom Orden vom Heiligen Kreuz gegründet.

## Ordinarien

### Apostolischer Präfekt von Bandung
- Giacomo Umberto Goumans OSCr (27. Mai 1932 – 16. Oktober 1941)

### Apostolische Vikare von Bandung
- Giacomo Umberto Goumans OSCr (16. Oktober 1941–1951)
- Pierre Marin Arntz OSCr (10. Januar 1952 – 3. Januar 1961)

### Bischöfe von Bandung
- Pierre Marin Arntz OSCr (3. Januar 1961 – 25. April 1984)
- Alexander Soetandio Djajasiswaja (2. Juli 1984 – 19. Januar 2006)
- Johannes Maria Trilaksyanta Pujasumarta (17. Mai 2008 – 12. November 2010, dann Erzbischof von Semarang)
- Antonius Subianto Bunyamin (seit 3. Juni 2014)

## Statistik
| Jahr | Bevölkerung | Bevölkerung | Bevölkerung | Priester     | Priester         | Priester       | Priester               | Ständige Diakone | Ordensleute  | Ordensleute      | Pfarreien |
| Jahr | Katholiken  | Einwohner   | %           | Gesamtanzahl | Diözesanpriester | Ordenspriester | Katholiken je Priester | Ständige Diakone | Ordensbrüder | Ordensschwestern | Pfarreien |
| ---- | ----------- | ----------- | ----------- | ------------ | ---------------- | -------------- | ---------------------- | ---------------- | ------------ | ---------------- | --------- |
| 1950 | 16.570      | 6.532.457   | 0,3         | 29           | 1                | 28             | 571                    |                  | 9            | 137              |           |
| 1970 | 28.796      | 11.065.330  | 0,3         | 39           | 3                | 36             | 738                    |                  | 44           | 171              |           |
| 1980 | 42.321      | 15.340.000  | 0,3         | 53           | 1                | 52             | 798                    |                  | 87           | 135              |           |
| 1990 | 65.150      | 17.915.000  | 0,4         | 60           | 4                | 56             | 1.085                  |                  | 131          | 129              | 72        |
| 1999 | 83.170      | 26.000.000  | 0,3         | 76           | 14               | 62             | 1.094                  |                  | 208          | 135              | 68        |
| 2000 | 90.939      | 19.900.000  | 0,5         | 83           | 16               | 67             | 1.095                  |                  | 210          | 160              | 62        |
| 2001 | 88.263      | 24.000.000  | 0,4         | 77           | 18               | 59             | 1.146                  |                  | 167          | 146              | 63        |
| 2002 | 94.569      | 25.000.000  | 0,4         | 80           | 20               | 60             | 1.182                  |                  | 184          | 147              | 65        |
| 2003 | 96.954      | 25.000.000  | 0,4         | 88           | 21               | 67             | 1.101                  |                  | 192          | 141              | 65        |
| 2004 | 96.864      | 35.000.000  | 0,3         | 76           | 20               | 56             | 1.274                  |                  | 147          | 156              | 65        |
| 2006 | 102.035     | 40.000.000  | 0,3         | 80           | 27               | 53             | 1.275                  |                  | 113          | 159              | 65        |
| 2012 | 87.247      | 27.018.000  | 0,3         | 106          | 34               | 72             | 823                    |                  | 139          | 153              | 23        |